# UZ Волос Вероники
UZ Волос Вероники (лат. UZ Comae Berenices) — одиночная переменная звезда в созвездии Волос Вероники на расстоянии приблизительно 10992 световых лет (около 3370 парсек) от Солнца. Видимая звёздная величина звезды — от +14m до +13m.

## Характеристики
UZ Волос Вероники — жёлто-белая пульсирующая переменная звезда типа RR Лиры (RRAB)* спектрального класса F5-F6. Радиус — около 6,98 солнечного, светимость — около 83,922 солнечной. Эффективная температура — около 6613 K.